# NGC 6047
NGC 6047 este o galaxie eliptică situată în constelația Hercule. A fost descoperită în 27 iunie 1886 de către Lewis A. Swift. Se află la o distanță de 129,42 de megaparseci de Pământ.